# Јака Блажич
Јака Блажич (Јесенице, 30. јун 1990) словеначки је кошаркаш. Игра на позицији бека, а тренутно наступа за Цедевита Олимпију.

## Биографија

### Младост
Спортом је почео да се бави већ са шест година, када је тренирао хокеј на леду. Потиче из спортске породице, јер је његова мајка Ксенија тренирала одбојку, а отац Душан је тренер у Скијашком савезу Словеније. Једно време је паралелно тренирао и хокеј и кошарку, а касније се “заразио“ магичном игром под обручима наступајући у локалном клубу.

### Триглав Крањ / Слован
Професионалну каријеру започео је са 17 година у Триглаву из Крања, где је у првој сезони у словеначком шампионату 2007/08. бележио 3,5 поена на 20 утакмица уз врло добар шут за три поена од 43,8%. У шампионату 2008/09. истакао се двоцифреним просеком од 10,7 поена уз 3,4 скока, а за два поена је шутирао 55,4%. Био је то сигнал да пређе у већи клуб, па је од 2009. до 2011. године наступао за Геоплин Слован. У првој сезони бележио је 3,8 поена на 22 утакмице, а у шампионату 2010/11. имао је 9,7 поена, 3,2 скока и проценат шута за два поена од 56,2% на 30 утакмица.

### Олимпија
У лето 2011. прелази у Унион Олимпију. У сезони 2011/12. дебитује у Јадранској лиги бележећи просечно 9 поена по мечу, а стиче и прва евролигашка искуства. Сезона 2012/13. доноси сјајан Блажичев учинак - у Јадранској лиги уписује 13,7 поена и близу 4 скока по мечу. Te сезоне у Евролиги предводио Олимпију са просеком од 12,4 поена и 4 скока уз блиставу партију против Кантуа коме је убацио 30 поена. У првенству Словеније постизао је просечно 15 поена по утакмици.
У редовима Олимпије освојио је два национална купа. Почев од 2011. три пута заредом биран је да игра Ол-стар утакмицу словеначког првенства, а 2013. проглашен је и за њеног најкориснијег играча.

### Црвена звезда
Јуна 2013. потписао је трогодишњи уговор са Црвеном звездом.
У сезони 2013/14. на 72 утакмице у свим такмичењима постигао је 731 поен уз 213 скокова, 125 асистенција и 62 украдене лопте за скоро 23 минута у игри у просеку. У АБА лиги је на 26 мечева у лигашком делу бележио 10,2 поена, по чему је био други стрелац тима, а Звезда је заузела лидерску позицију. У полуфиналу против Цибоне носио је екипу, када је постигао 25 поена, али је имао и слаб проценат шута за три поена (1/9), па је загребачки тим са Шарићем и Блесингејмом славио усред београдске Арене резултатом 75:70, направивши велико изнанађење, а касније и освојио шампионски прстен. Јака није могао да сакрије сузе због таквог епилога, али је касније Звезда ипак поново заиграла у Евролиги због одустајања Цибоне услед финансијских проблема. У Евролиги 2013/14. црвено-бели су забележили четири победе у групи, а Блажич је на 10 сусрета бележио 10,3 поена и 3,5 скокова. У тријумфу против Лијетувос ритаса (88:77) убацио је 16 поена, док је у победи против Лаборал Куће (81:65) постигао 24 поена уз перфектан шут за три поена (4/4). Тим Дејана Радоњића наставио је такмичење у Еврокупу, где је Блажич имао просек од 8,3 поена. У победи против екипе Билбаоа (85:81) на гостовању убацио је 20 поена (тројке 4/4), док је у првом полуфиналном мечу против Уникса (63:52) забележио 15 поена. Црвено-бели су у реваншу у Казању убедљиво поражени, па је финале остало само сан, али је и пласман међу четири најбоља тима био одличан резултат, најбољи у Европи од 1998. године. Екипа је одбранила Куп Радивоја Кораћа против Мега Визуре (81:80) у финалу, а Јака је на три утакмице постигао 29 поена уз одличан шут за два поена (8/11) и перфектан са линије слободних бацања (7/7). У финалу је поред 12 поена имао и седам скокова. Са 10,3 поена у лигашком делу Суперлиге Србије био је други стрелац екипе, а у доигравању је бележио 10,8 поена и три скока на шест сусрета, али је титула још једном изостала.
Све то је наплаћено у сезони 2014/15, када је Звезда освојила три трофеја и направила значајан искорак у европској елити. Јака Блажич је у сезони 2014/15. укупно забележио 80 одиграних утакмица (нови рекорд клуба) уз 624 поена, 206 скокова, 86 асистенција и 42 украдене лопте. Једини је играо на свим сусретима и био значајан члан екипе која се златним словима уписала у клупску историју као најтрофејнији тим у 70-година постојања Црвене звезде.Јака је први део сезоне одиграо на високом нивоу. У Евролиги је на 24 утакмице остварио учинак од 9,1 поена и 2,8 скокова. Најефикаснији је био против Галатасараја на гостовању у Истанбулу у Топ 16 фази, када је Звезда победила резултатом 91:68 уз Јакиних 19 поена. Исти број поена је постигао и против Нептунаса у првој фази. Први трофеј у сезони 2014/15. освојен је на финалном турниру Купа Радивоја Кораћа у Нишу. Јака се посебно истакао у полуфиналној победи против Партизана (76:67), када је покренуо екипу ка тријумфу са 15 поена и шест скокова. Јака је касније пао у други план и добијао мању минутажу, јер се Чарлс Џенкинс разиграо. У освајању АБА лиге одиграо је све 34 утакмице, постигао 262 поена, а најбољу партију пружио је на гостовању у Загребу против Цедевите, када је постигао 20 поена у победи од 88:87. Кулминација сезоне из снова уследила је у Суперлиги Србије, где је Звездина једанаестица постигла 113 поена на 19 утакмица, а клуб је прекинуо низ од 16 сезона без титуле првака и у великом стилу ставио тачку на сезону 2014/15. освајањем трећег пехара.

### Репрезентација
За сениорску репрезентацију Словеније дебитовао је на Европском првенству 2013. у родној Словенији, када је освојено пето место. Члан националног тима био је и на Светском првенству 2014. године. Највећи успех је остварио на Европском првенству 2017. када је са Словенцима освојио златну медаљу.

## Успеси

### Клупски
- Олимпија Љубљана:
  - Куп Словеније (2): 2012, 2013.
- Црвена звезда:
  - Првенство Србије (1): 2014/15.
  - Јадранска лига (1): 2014/15.
  - Куп Радивоја Кораћа (2): 2014, 2015.
- Барселона:
  - Куп Шпаније (1): 2019.
- Цедевита Олимпија:
  - Првенство Словеније (3): 2020/21, 2021/22, 2023/24.
  - Куп Словеније (2): 2022, 2024.
  - Суперкуп Словеније (2): 2020, 2021.

### Репрезентативни
- Европско првенство:  2017.

### Појединачни
- Идеални тим Еврокупа — друга постава (2): 2020/21, 2021/22.
- Идеална стартна петорка Јадранске лиге (2): 2020/21, 2021/22.

## Статистика
Напомена: Евролига није једино такмичење у којем је играч учествовао, играо је и у домаћим такмичењима

### Евролига
| Сезона   | Екипа         | ОУ | СУ | МПУ  | ПШ%  | 3П%  | СБ%  | СПУ | АПУ | УПУ  | БПУ | ППУ  | ИПУ  |
| -------- | ------------- | -- | -- | ---- | ---- | ---- | ---- | --- | --- | ---- | --- | ---- | ---- |
| 2011/12. | Олимпија      | 10 | 1  | 14.2 | .350 | .182 | .600 | 2.4 | .4  | .2   | .0  | 3.6  | 2.3  |
| 2012/13. | Олимпија      | 10 | 9  | 28.3 | .373 | .278 | .731 | 4.0 | 1.9 | .5   | .0  | 12.4 | 10.9 |
| 2013/14. | Црвена звезда | 10 | 2  | 19.7 | .462 | .345 | .750 | 3.5 | 1.1 | .9   | .2  | 10.3 | 8.8  |
| 2014/15. | Црвена звезда | 24 | 10 | 21.4 | .422 | .309 | .750 | 2.8 | 1.0 | .5   | .1  | 9.1  | 5.8  |
| 2015/16. | Басконија     | 29 | 3  | 19   | .432 | .352 | .793 | 3.2 | 0.6 | 0.6  | 0   | 7.8  | 6.4  |
| 2016/17. | Басконија     | 33 | 7  | 13.9 | .405 | .387 | .56  | 2.1 | 0.5 | 0.5  | 0   | 4.7  | 3.3  |
| Каријера |               | 83 | 25 | 20,3 | 41,6 | 31,6 | 75   | 3,1 | 0,9 | 0,55 | 0,1 | 8,5  | 6,5  |